# Красна Слобода (Білогірський район)
Кра́сна Слобода́ (до 1948 року — Солла́р; крим. Sollar) — село в Україні, у Білогірському районі Автономної Республіки Крим. Підпорядковане Багатівській сільській раді.
У 2023 році у проєкті Постанови Верховної Ради України «Про перейменування деяких населених пунктів Автономної Республіки Крим» село запропоновано перейменувати на Соллар.

## Населення
Згідно з переписом УРСР 1989 року чисельність наявного населення села становила 171 особа, з яких 74 чоловіки та 97 жінок.
За переписом населення України 2001 року в селі мешкало 176 осіб.

### Мова
Розподіл населення за рідною мовою за даними перепису 2001 року:
| Мова              | Відсоток |
| ----------------- | -------- |
| кримськотатарська | 47,73 %  |
| російська         | 47,73 %  |
| українська        | 4,55 %   |